# Theodore D. McCown
Theodore Doney McCown (* 18. Juni 1908 in Macomb, Illinois; † 17. August 1969 in Berkeley) war ein US-amerikanischer Paläoanthropologe und Hochschullehrer an der University of California, Berkeley. Er wurde in den 1930er-Jahren in Fachkreisen international bekannt aufgrund seiner Ausgrabungen im Gebiet des Karmel-Gebirges im heutigen Israel. Zu seinen bedeutendsten Funden zählen die Fossilien aus der Skhul-Höhle, die heute dem frühen anatomisch modernen Menschen (Homo sapiens) zugeschrieben werden. McCown verfasste ferner 1939 gemeinsam mit Arthur Keith die erste ausführliche Beschreibung von Knochenfunden aus der Tabun-Höhle, die heute dem Neandertaler zugeschrieben werden. In den 1950er- und 1960er-Jahren befasste er sich unter anderem mit der Interpretation von Funden der Gattung Homo aus Indien.

## Leben
Theodore McCown wuchs ab 1914 in Berkeley auf, da sein Vater dort zum Direktor der Pacific School of Religion berufen worden war. Nachdem der Vater Direktor des Palestine Exploration Fund geworden war, lebte die Familie in den 1920er-Jahren mehrere Jahre lang in Palästina. Die Anwesenheit bei Ausgrabungen weckte Ted McCowns Interesse an archäologischer Forschung, so dass er ab 1926 in Berkeley Anthropologie studierte und dort 1929 mit dem Bachelor-Abschluss graduiert wurde. In den folgenden zwei Jahren nahm er unter anderem an ausgedehnten archäologischen Exkursionen in Frankreich, Spanien, Deutschland, der Schweiz und Österreich teil, ferner war er als Assistent der Yale-American School of Oriental Research bei Ausgrabungen in Gerasa im heutigen Jordanien tätig.

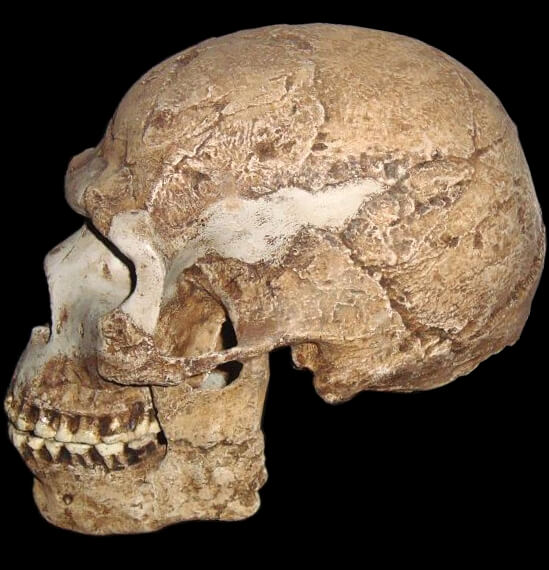
Das Fossil Skhul V, seitliche Ansicht (Kopie)

1931 wurde McCown ins Graduiertenprogramm der Yale University aufgenommen. Danach war er bis Mitte 1932 verantwortlich für die Planung und Durchführung der Ausgrabungen im Karmel-Gebirge im heutigen Israel, deren Gesamtleitung Dorothy Garrod oblag. Zu seinen Aufgaben gehörte in dieser Zeit auch der Kontakt zur damals für das Gebiet des Völkerbundmandats für Palästina zuständigen Antiquitäten-Behörde; diese Verhandlungen hatten zur Folge, dass die in Höhlen des Karmel-Gebirges entdeckten homininen Fossilien zwecks eingehender wissenschaftlicher Untersuchung ins Vereinigte Königreich ausgeführt und im Royal College of Surgeons verwahrt wurden.
Das akademische Jahr 1932/33 verbrachte er in Berkeley. Danach ging er nach London, wo er bis 1937 gemeinsam mit Arthur Keith die als Mount Carmel Neanderthals bezeichneten Fossilien zunächst aus ihrer Einbettung in Kalkstein-Brekzie freilegte, sie detailliert beschrieb und Rekonstruktionen anfertigte. Die 1939 erfolgte Publikation dieser Untersuchungen wurde bereits 1940 von Ashley Montagu als „mustergültig“ und im Nachruf der Berkeley University auf Theodore McCown als „Klassiker der archäologischen Ausdeutung“ beschrieben. Diese Publikation, veröffentlicht als zweiter Teil des Werkes The Stone Age of Mount Carmel, stieß eine anhaltende Fachdiskussion über die verwandtschaftliche Nähe der Neandertaler mit dem anatomisch modernen Menschen an: McCown hatte darauf hingewiesen, dass die Funde aus der Tabun-Höhle eher „neanderthaloid“ (dem bis dahin nur aus Europa bekannten Neandertaler ähnlich) waren, die Funde aus der Skhul-Höhle eher den Cro-Magnon-Menschen ähnelten.
Im Juni 1938 wurde McCown Dozent im Institut für Anthropologie der Berkeley University, noch bevor er seine Doktorarbeit fertiggestellt hatte. Die Promotion folgte 1940; sie beruhte auf der Erforschung von fossilen Schädelknochen aus dem Karmel-Gebirge in der Arbeitsgruppe von Alfred Kroeber. Danach verbrachte er ein Jahr mit Feldstudien in Peru, wo er in Huamachuco und Cajabamba an Grabungsarbeiten im Bereich von Siedlungen aus der Präinka-Epoche beteiligt war. Von 1942 bis 1945 leistete McCown im Presidio in San Francisco seinen Militärdienst als medizinischer Forensiker ab; zu seinen Aufgaben gehörte insbesondere die Identifizierung von getöteten Soldaten des Zweiten Weltkriegs.
Ab 1946 war McCown in Berkeley als Außerordentlicher Professor (Associate Professor) tätig. 1951 folgte die Berufung zum ordentlichen Professor; diese Professur hatte er in Berkeley bis zu seinem Tod inne. Forschungsreisen unternahm er 1958 und 1964/65 ins Narmada-Tal in Indien und kooperierte dort mit indischen Kollegen. Außerhalb von Fachkreisen wurde McCown in den USA bekannt durch seine Tätigkeit als Forensiker. Er war unter anderem beteiligt an einer Exhumierung und Identifizierung der Leiche von Juan Bautista de Anza in Arizpe (Bundesstaat Sonora in Mexiko), der als Gründer von San Francisco gilt; ferner leitete er die Exhumierung von Junípero Serra in Carmel-by-the-Sea, als dessen Seligsprechung vorbereitet wurde. McCown war zudem eingeschaltet in die Untersuchung einer Leiche, die – wie sich herausstellte: fälschlich – der Flugpionierin Amelia Earhart zugeschrieben worden war.

## Werke (Auswahl)
- mit Arthur Keith: The Stone Age of Mount Carmel. Vol. II: The Fossil Human Remains from the Levalloiso-Mousterian. Oxford University Press at the Clarendon Press, Oxford 1939.
- The Genus Palaeoanthropus and the Problem of Superspecific Differentiation among the Hominidae. In: Cold Spring Harbor Symposia on Quantitative Biology. Band 15, 1950, S. 87–96, doi:10.1101/SQB.1950.015.01.011.
- The Training and Education of the Professional Physical Anthropologist. In: American Anthropologist, Band 54, Nr. 3, 1952, S. 313–317, doi:10.1525/aa.1952.54.3.02a00010.

## Belege
1. ↑  Prof Theodore McCown. Auf: britishmuseum.org, eingesehen am 15. Februar 2022.
2. ↑  Bookreview von Ashley Montagu in American Anthropologist, Band 42, 1940, S. 518 f.
3. ↑  University of California: Biografie in der California Digital Library.
4. ↑  Theodore D. McCown: The Natufian crania from Mount Carmel, Palestine, and their inter-relationships. Ph. D. thesis, University of California, Berkeley, 1940.
5. ↑  Theodore D. McCown:  Pre-Incaic Huamachuco; Survey and Excavations in the Region of Huamachuco and Cajabamba. In: American Anthropologist. Band 48, Nr. 4, 1946, S. 635–637, doi:10.1525/aa.1946.48.4.02a00130.

| Personendaten    | Personendaten                       |
| ---------------- | ----------------------------------- |
| NAME             | McCown, Theodore D.                 |
| ALTERNATIVNAMEN  | McCown, Theodore Doney; McCown, Ted |
| KURZBESCHREIBUNG | US-amerikanischer Paläoanthropologe |
| GEBURTSDATUM     | 18. Juni 1908                       |
| GEBURTSORT       | Macomb, Illinois                    |
| STERBEDATUM      | 17. August 1969                     |
| STERBEORT        | Berkeley                            |